# Douglas Evan Cameron
Douglas Evan Cameron (ur. 18 stycznia 1893, zm.?) – podporucznik Royal Flying Corps, as myśliwski No. 1 Squadron RAF.
Douglas Evan Cameron urodził się w Southampton, Wielka Brytania. 11 marca 1918 został promowany na stopień oficerski. 19 czerwca 1918 roku został przydzielony do No. 1 Squadron RAF.
Pierwsze zwycięstwo powietrzne odniósł 15 września 1918 roku. Było to zwycięstwo nad samolotem Pfalz D.XII zaliczone także innemu pilotowi jednostki Basilowi Moodemu. Ostatnie podwójne zwycięstwo odniósł 28 października wraz z Moodym. W okolicach Trelon zestrzelili dwa niemieckie samoloty Fokker D.VII. W jednostce pozostało do stycznia 1919 roku